# Thomas Slaney
Thomas Charles Slaney  (* 1852 in Stoke-on-Trent; † 1935) war ein englischer Fußballtrainer und Schriftführer.
Vor seinem Amt als Trainer von Stoke City unterrichtete Slaney bis 1874 als Lehrer am Saltley College. Neben den Aufgaben als Trainer und Sekretär spielte er als Kapitän in der Mannschaft. 1883 folgte der Rücktritt zugunsten einer Karriere als Schiedsrichter, die er 1885 begann. So unterstützte er unter anderem die Einrichtung der Staffordshire Football Association.